# Asimicin
Asimicin ist eine natürlich vorkommende Verbindung aus der Gruppe der Annonine (Mono- und Ditetrahydrofuranfettsäure-γ-lactone). Die Verbindung mit der Summenformel C37H66O7 und der molaren Masse 622,93 g/mol kommt in der Indianerbanane Asimina triloba sowie im Zimtapfel Annona squamosa vor.
Das Cytotoxin zeigt bei Mäusen eine krebshemmende Wirkung, indem es den Elektronentransport in den Mitochondrien der schnell wachsenden Krebszellen stört. Es wirkt dort als Inhibitor auf den Komplex I der Atmungskette ein. Chemisch gesehen ist es ein Fettsäurelacton, das zur Klasse der Acetogenine gehört.